# Gare de Vizzavona
La gare de Vizzavona est une gare ferroviaire française de la ligne de Bastia à Ajaccio (voie unique à écartement métrique). Elle se situe sur le territoire de la commune de Vivario, dans le département de la Haute-Corse, proche de la limite du département de la Corse-du-Sud dans la Collectivité territoriale de Corse (CTC). À 906 mètres d'altitude, c'est la plus haute gare de la ligne et de l'ensemble du réseau Corse, l'entrée Nord du tunnel de Vizzavona est immédiatement après la gare.
Construite par l'État, elle est mise en service en 1889 par la Compagnie de chemins de fer départementaux (CFD). C'est une gare des Chemins de fer de la Corse (CFC), desservie par des trains « grande ligne ».

## Situation ferroviaire
Établie à 906 mètres d'altitude, point culminant de la ligne, la gare de Vizzavona est située au point kilométrique (PK) 106,7, entre les gares de Tattone et de Bocognano. À la sortie Sud de la gare s'ouvre le portail d'entrée Nord du tunnel de Vizzavona, le plus long de la ligne (3916 mètres).
C'est une gare d'évitement avec une deuxième voie pour le croisement des rames AMG 800.

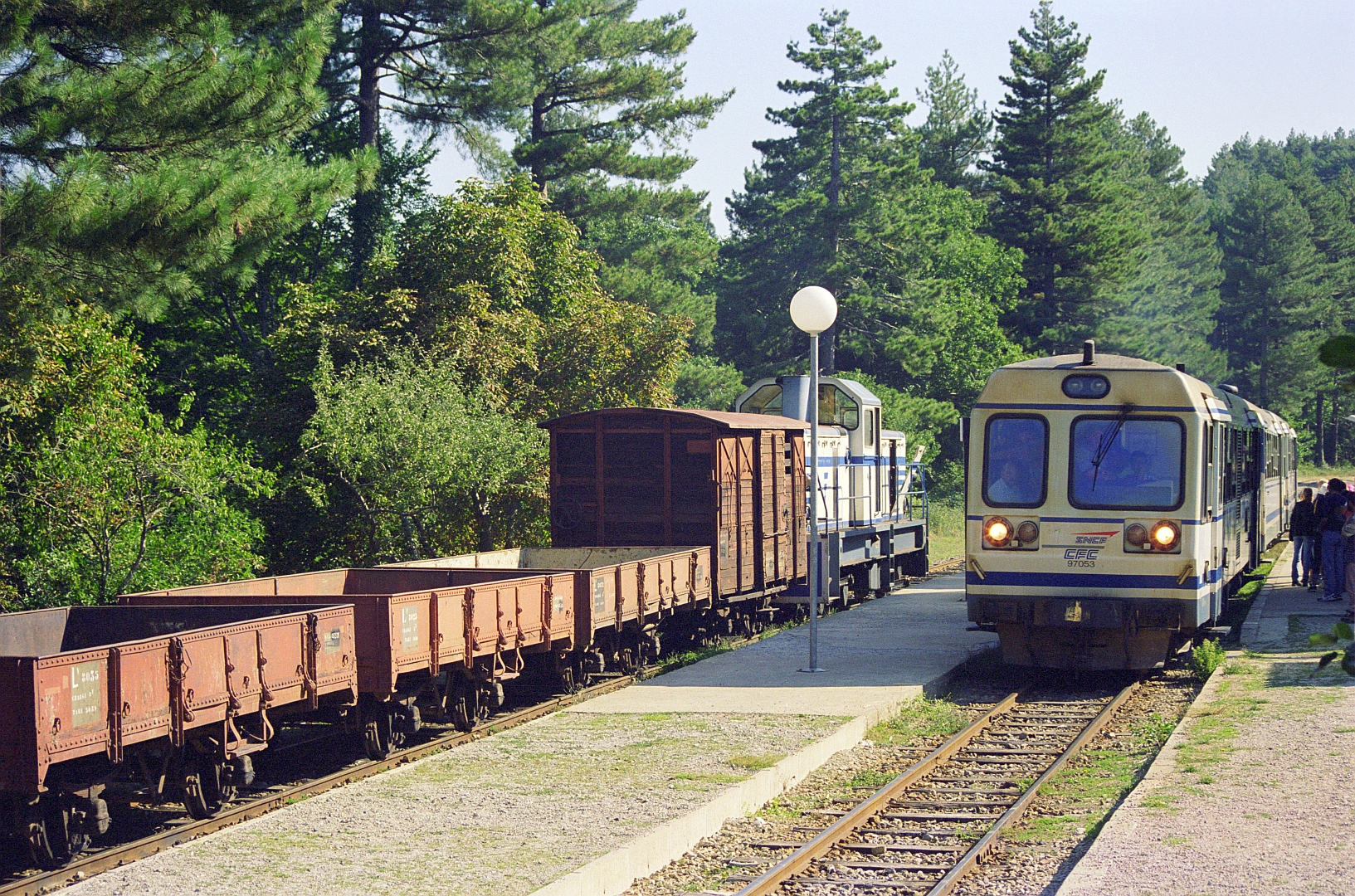
Croisement à Vizzavona dans les années 2000 d'un autorail X 97050 prêt au départ pour Ajaccio et d'un train de marchandises en route vers Corté, qui sera supprimé en 2004. Voie principale à droite et voie d'évitement à gauche

,

## Histoire
Construite par l'État, la « station de Vizzavona » est mise en service le 14 juillet 1889 par la Compagnie de chemins de fer départementaux (CFD) lors de l'ouverture à l'exploitation de la section de Bocognano à Vizzavona du chemin de fer d'Ajaccio à Bastia. Le tronçon suivant de Vizzavona à Vivario sera mis en service le 9 octobre 1892.

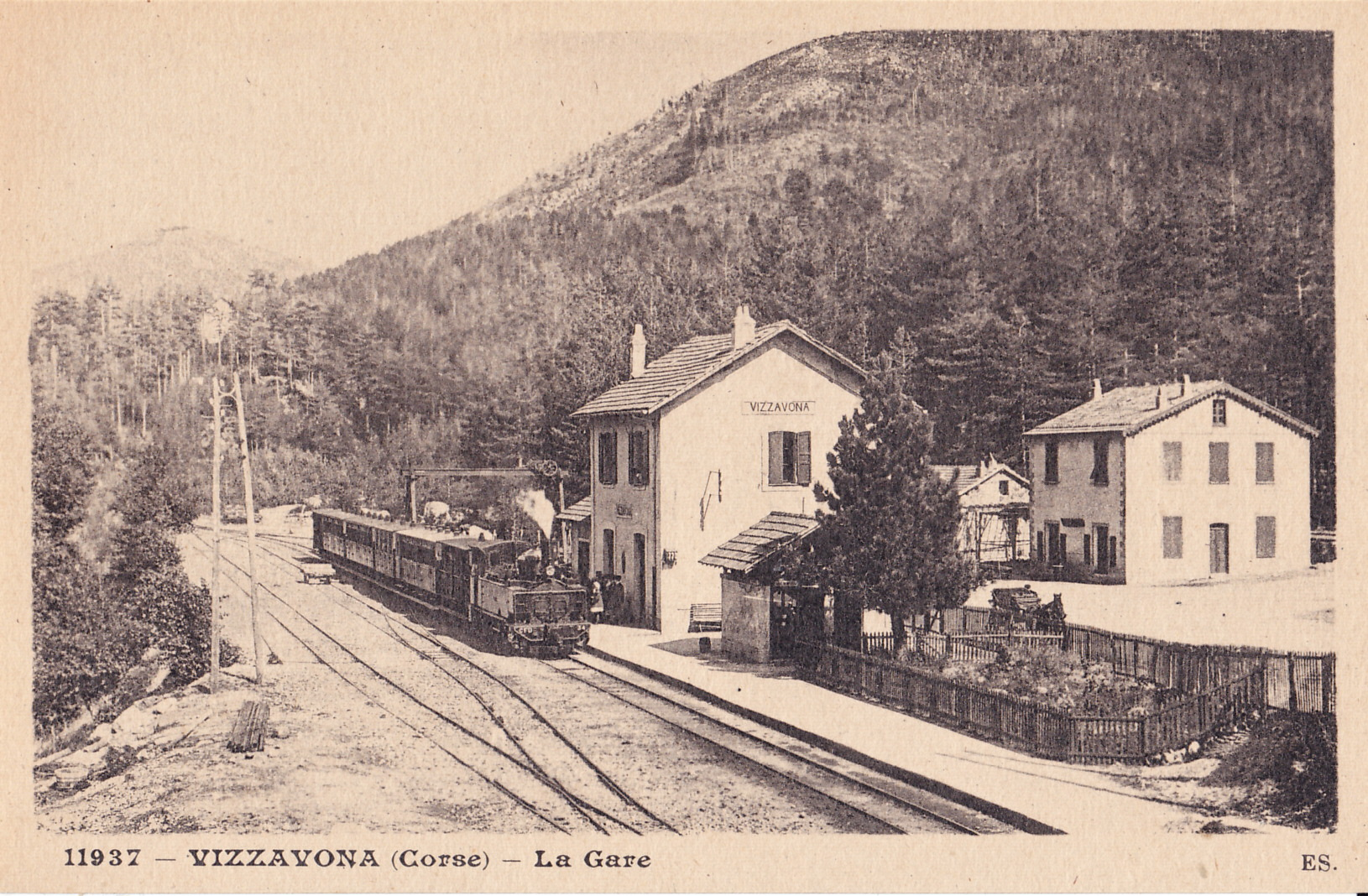
La gare vers 1900

## Service des voyageurs

### Accueil
Gare CFC, elle dispose d'un bâtiment voyageurs, avec guichet ouvert tous les jours.

### Desserte
Vizzavona est desservie par des trains CFC « grande ligne » de la relation Bastia (ou Corte) - Ajaccio.

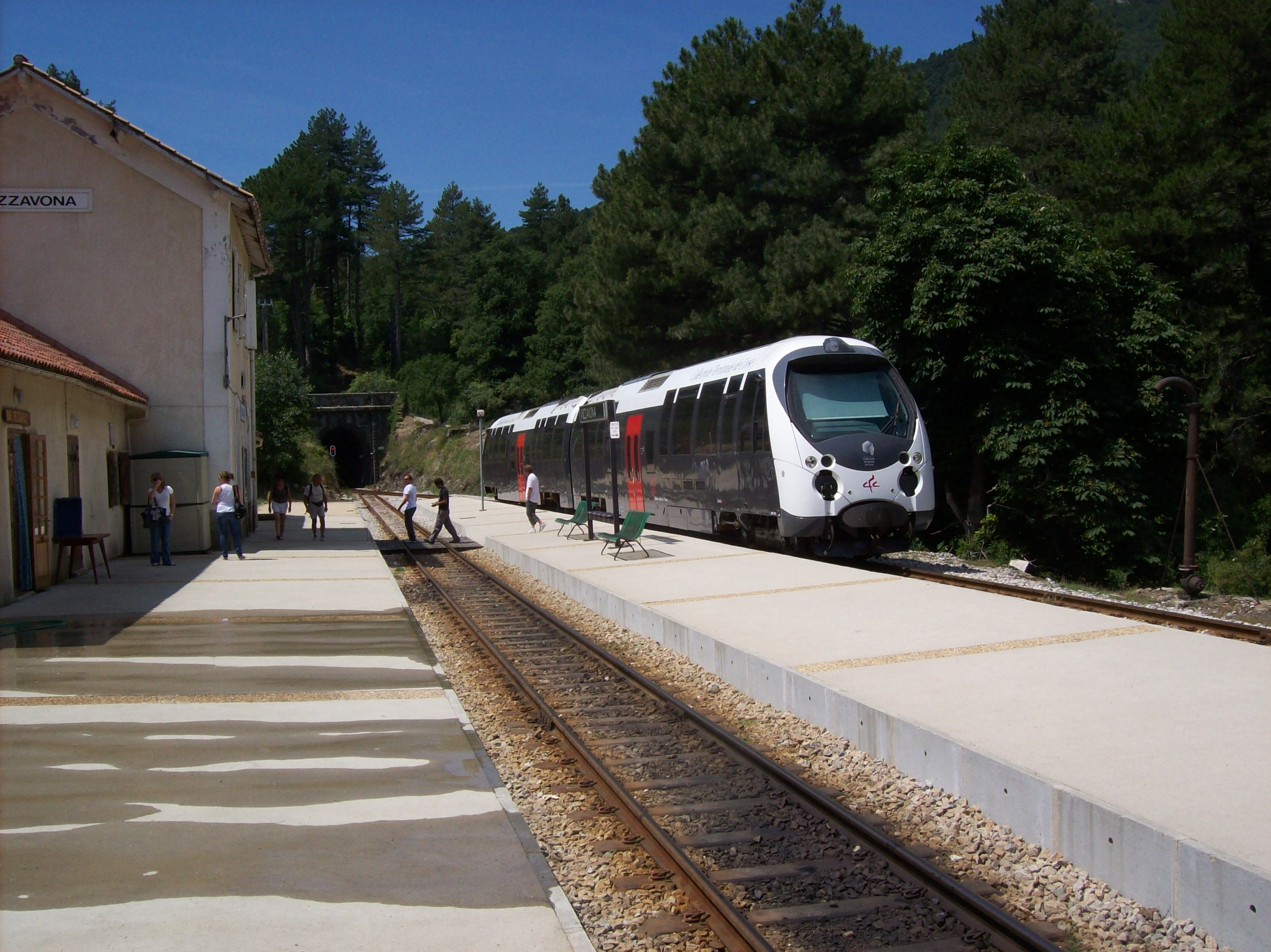
Arrêt en gare d'un AMG 800 en 2009. Voie principale à gauche et voie d'évitement à droite. Les quais sont rehaussés et rénovés

### Intermodalité
Le stationnement des véhicules est possible à proximité. C'est un accès pratique au sentier de grande randonnée GR 20 pour tous ceux qui n'ont pas l'intention (ou les moyens) de le faire en totalité.

## Patrimoine ferroviaire
Outre le bâtiment voyageurs d'origine toujours en service, un agrandissement côté Sud est occupé par une épicerie - bazar et au Nord une halle, qui est aujourd'hui occupée par des tables d'un bar-restaurant "L'Altagna". On y trouve notamment en suivant vers le Nord : un petit parking, une ancienne plaque tournante et une bascule de pesage reliée à la voie, un chalet pour guides du GR 20 et un tronçon de voie en impasse pour le stationnement éventuel d'une rame AMG 800 ou un engin d'entretien de la voie.

## Sentier de randonnée GR 20
Située à mi-parcours du sentier de grande randonnée GR 20, la gare de Vizzavona est un point de repère important pour les randonneurs, qui peuvent la choisir comme point de départ ou d'arrivée. Le restaurant et la petite superette seront aussi d'un grand secours pour les petites courses et repas au cours de grandes randonnées.

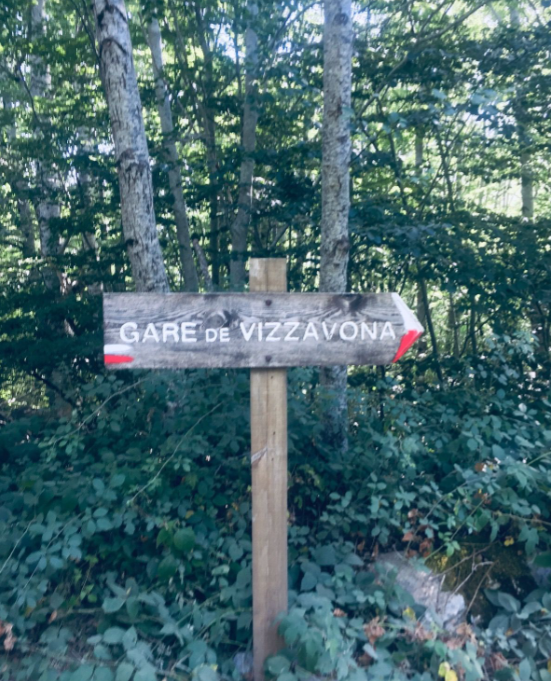
Panneau indiquant la gare de Vizzavona sur le Sentier de randonnée GR 20